# United States Senate Committee on the Budget

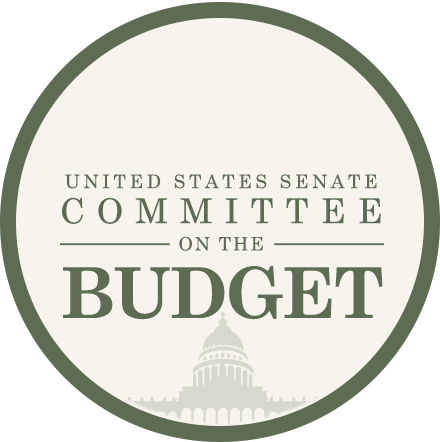
Logo des Senate Committee on the Budget

Das United States Senate Committee on the Budget ist ein ständiger Ausschuss des Senats der Vereinigten Staaten, der seit der Verabschiedung des Congressional Budget and Impoundment Control Act gemeinsam mit dem House Committee on the Budget für die Festlegung und Kontrolle des Haushaltsplanes der US-amerikanischen Bundesregierung zuständig ist. Der Ausschuss überwacht auch die Arbeit des Congressional Budget Office.

## Mitglieder im 117. Kongress

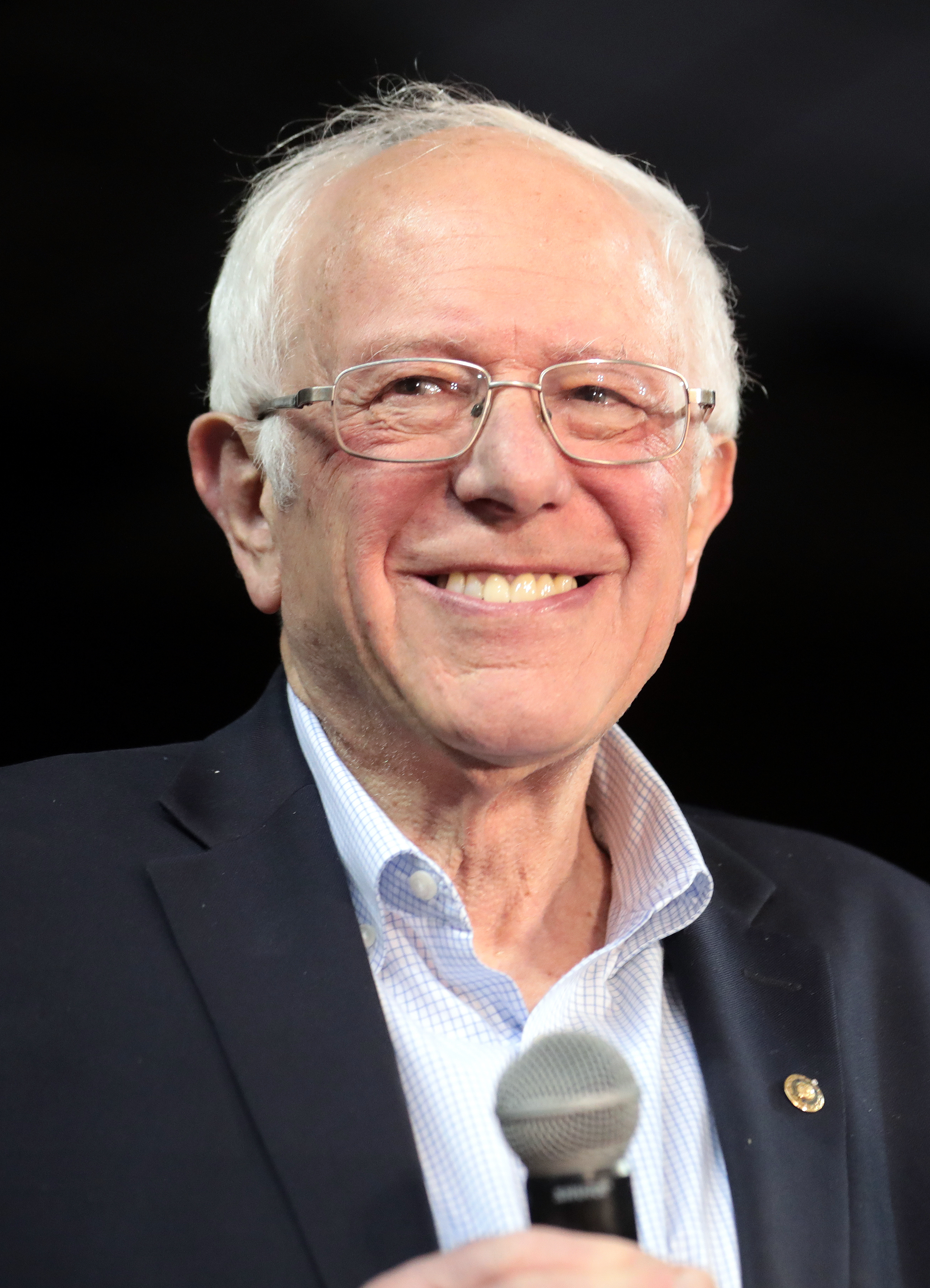
Bernie Sanders, der derzeitige Vorsitzende des Ausschusses

Seit 2021 ist der unabhängige Senator Bernie Sanders aus Vermont der Vorsitzende des Ausschusses, der Republikaner Lindsey Graham aus South Carolina ist der Ranking Member. Es gibt keine Unterausschüsse.
| Mehrheitspartei (Demokraten) | Minderheitspartei (Republikaner) |
| --- | --- |
| - Bernie Sanders, Vermont, Vorsitz - Patty Murray, Washington - Ron Wyden, Oregon - Debbie Stabenow, Michigan - Sheldon Whitehouse, Rhode Island - Mark Warner, Virginia - Jeff Merkley, Oregon - Tim Kaine, Virginia - Chris Van Hollen, Maryland - Ben Ray Luján, New Mexico - Alex Padilla, California | - Lindsey Graham, South Carolina, Ranking Member - Chuck Grassley, Iowa - Mike Crapo, Idaho - Pat Toomey, Pennsylvania - Ron Johnson, Wisconsin - Mike Braun, Indiana - Rick Scott, Florida - Ben Sasse, Nebraska - Mitt Romney, Utah - John Kennedy, Louisiana - Kevin Cramer, North Dakota |

## Ehemalige Vorsitzende

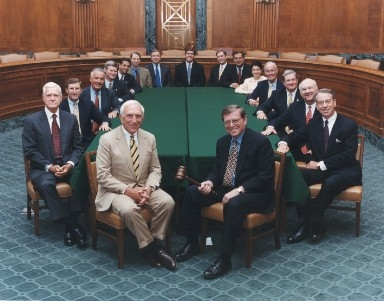
Ausschussmitglieder in einer früheren Sitzungsperiode des Kongresses

Seit 1975 haben bislang zehn verschiedene Senatoren den Vorsitz des Ausschusses geführt.
| Name | Name           | Partei       | Bundesstaat    | Amtszeit                         |
| ---- | -------------- | ------------ | -------------- | -------------------------------- |
|      | Edmund Muskie  | Demokraten   | Maine          | 1975 – 1980                      |
|      | Fritz Hollings | Demokraten   | South Carolina | 1980 – 1981                      |
|      | Pete Domenici  | Republikaner | New Mexico     | 1981 – 1987                      |
|      | Lawton Chiles  | Demokraten   | Florida        | 1987 – 1989                      |
|      | Jim Sasser     | Demokraten   | Tennessee      | 1989 – 1995                      |
|      | Pete Domenici  | Republikaner | New Mexico     | 1995 – 3. Januar 2001            |
|      | Kent Conrad    | Demokraten   | North Dakota   | 3. Januar 2001 – 20. Januar 2001 |
|      | Pete Domenici  | Republikaner | New Mexico     | 20. Januar 2001 – 21. Juni 2001  |
|      | Kent Conrad    | Demokraten   | North Dakota   | 21. Juni 2001 – 2003             |
|      | Don Nickles    | Republikaner | Oklahoma       | 2003 – 2005                      |
|      | Judd Gregg     | Republikaner | New Hampshire  | 2005 – 2007                      |
|      | Kent Conrad    | Demokraten   | North Dakota   | 2007 – 2013                      |
|      | Patty Murray   | Demokraten   | Washington     | 2013 – 2015                      |
|      | Mike Enzi      | Republikaner | Wyoming        | 2015–2021                        |